# Narve Bonna
Narve Bonna, född 16 januari 1901 i Lommedalen i Bærum, död där 2 mars 1976, var en norsk backhoppare och utövare inom nordisk kombination. Han räknas som den första aerodynamiska backhopparen. Han tävlade för Lommedalens IL.

## Karriär
Narva Bonna startade sin aktiva idrottskarriär strax innan 1920. Efter en rad framgångsrika nationella tävlingar 1919 och 1920 (då han bland annat vann yngsta klassen i Holmenkollen) blev Bonna uttagen till tävlingar i Falun i Sverige. Där vann han yngsta klassen. Han vann även i Falun 1921 och 1922.
Nordisk kombination (längdskidåkning och backhoppning) var normen i Norge på den tiden och inte många tävlingar i ren backhoppning arrangerades. Bonnas färdighet låg dock i backhoppningen. Han vann "Damenes pokal" (som utdelades till den bästa backhopparen i kombinationstävlingar) två gånger 1922, första gången då han vann "Holmenkollrennet" och satte backrekord med 43,5 meter.  
Bonna kom tvåa vid OS 1924 i backhoppning. Han kämpade länge med landsmannen Jacob Tullin Thams om segern, men förlorade kampen om guldet. Han placerade sig dock före trefaldige guldvinnaren Thorleif Haug som vann bronsmedaljen. Senare upptäcktes dock ett räknefel och Anders Haugen från USA fick bronsmedaljen, 50 år senare, överräckt av Haugs dotter i Holmenkollen 1974.

## Övrigt
Narve Bonna var känd i sin samtid som en ovanlig dristig backhoppare. Han utvecklade en stil där han i stället för att stå rakt upp och ned på skidorna, lutade sig fram i svävet med armarna sträckta framåt. Bonnas stil gav längre hopp, men i början fick han stora avdrag från stildomarna. Snart accepterades dock stilen och i Holmenkollen 1922 fick han 4 x 19 i stil.
Bonna var snickare av yrke och kom att involveras i utveckling och produktion av skidor. 1939 öppnades Lommedal Skifabrikk AS i Lommedalen. Här tillverkades de kända Bonnaskidorna. Han var far till den i Sverige verksamme arkitekten Narve Bonna.